# Unterseeboot 25 (1913)
Pour les articles homonymes, voir Unterseeboot 25.
Le sous-marin allemand Unterseeboot 25 (Seiner Majestät Unterseeboot 25 ou SM U-25), de type U 23 a été construit par la Germaniawerft de Kiel, et  lancé le 12 juillet 1913 pour une mise en service le 9 mai 1914. Il a servi pendant la Première Guerre mondiale sous pavillon de la Kaiserliche Marine.

## Caractéristiques techniques
Le U-Boot SM U-25 mesurait 64,7 mètres de long, 6,32 m de large et 7,68 m de haut. Il déplaçait 685 tonnes en surface et 878 tonnes en immersion. Le système de propulsion du sous-marin était composé d'une paire de moteurs diesel à deux temps de 8 cylindres fabriqués par Germania de 1 800 CV (1 320 kW) pour une utilisation en surface, et de deux moteurs électriques à double dynamos construits par SSW de 1 200 CV (880 kW) pour une utilisation en immersion. Les moteurs électriques étaient alimentés par un banc de deux batteries de 110 cellules. le SM U-25 pouvait naviguer à une vitesse maximale de 16,7 nœuds (30,9 km/h) en surface et de 10,3 nœuds (19,1 km/h) en immersion. La direction était contrôlée par une paire d'hydroplanes à l'avant et une autre paire à l'arrière, et un seul gouvernail.
Le SM U-25 était armé de quatre tubes torpilles de 50 centimètres (19,7 pouces), qui étaient fournis avec un total de six torpilles. Une paire de tubes était située à l'avant et l'autre à l'arrière. Il était équipée d'un canon SK L/30 de 8,8 cm (3,5 in) pour une utilisation en surface.
Le SM U-25 était manœuvré par 4 officiers et 31 membres d'équipage.

## Histoire
Entre juin et août 1915, le SM U-25 effectue trois patrouilles de guerre en mer du Nord sous les ordres du Kapitänleutnant Otto Wünschet, d'abord au large des côtes orientales de la Grande-Bretagne, puis dans celles du Sud de la Norvège. Au cours de ces trois missions, il coule 21 navires marchands et en a endommagé un autre.
Le SM U-25 est utilisé pour des tâches d'entraînement pendant le reste du conflit, du 23 octobre 1915 au 29 décembre 1917, sous les ordres du Kapitänleutnant Alfred Saalwächter, puis de Emil Heusinger von Waldegg.
À la suite de l'armistice du 11 novembre 1918, le SM U-25 est livré à la France le 3 février 1919 et mis au rebut à Cherbourg en 1921/22 .

## Commandants
- Kapitänleutnant (Kptlt.) Otto Wünschet du 9 mai 1914 au 15 septembre 1915
- Kapitänleutnant Alfred Saalwächter du 3 octobre 1915 au 29 décembre 1917
- ? Emil Heusinger von Waldegg du 30 décembre 1917 au 11 novembre 1918

## Flottilles
- Flottille IV du 1er août 1914 au ?
- Flottille d'entrainement du ? au 11 novembre 1918

## Patrouilles
Le SM U-25 a effectué 3 patrouilles pendant son service.

## Palmarès
Le SM U-25 a coulé 21 navires marchands pour un total de 14 145 tonneaux et endommagé 1 navire marchand de 163 tonneaux.
| Date            | Nom du navire | Nationalité  | Tonnage | Fait      |
| --------------- | ------------- | ------------ | ------- | --------- |
| 7 juin 1915     | Glittertind   | Norvège      | 717     | Coulé     |
| 7 juin 1915     | Nottingham    | Royaume-Uni  | 165     | Coulé     |
| 7 juin 1915     | Pentland      | Royaume-Uni  | 204     | Coulé     |
| 7 juin 1915     | Saturn        | Royaume-Uni  | 183     | Coulé     |
| 7 juin 1915     | Velocity      | Royaume-Uni  | 186     | Coulé     |
| 9 juin 1915     | Cardiff       | Royaume-Uni  | 163     | Coulé     |
| 9 juin 1915     | Castor        | Royaume-Uni  | 182     | Coulé     |
| 9 juin 1915     | J. Leyman     | Royaume-Uni  | 197     | Coulé     |
| 9 juin 1915     | Tunisian      | Royaume-Uni  | 211     | Coulé     |
| 4 juillet 1915  | Sunbeam       | Royaume-Uni  | 132     | Coulé     |
| 8 juillet 1915  | Anna          | Empire russe | 2 000   | Coulé     |
| 8 juillet 1915  | Guido         | Royaume-Uni  | 2 093   | Coulé     |
| 9 juillet 1915  | Nordaas       | Norvège      | 1 111   | Coulé     |
| 11 juillet 1915 | Hainton       | Royaume-Uni  | 156     | Coulé     |
| 11 juillet 1915 | Syrian        | Royaume-Uni  | 176     | Coulé     |
| 11 juillet 1915 | Fleetwood     | Royaume-Uni  | 163     | Endommagé |
| 6 août 1915     | Maj           | Suède        | 920     | Coulé     |
| 7 août 1915     | Norman        | Norvège      | 1 060   | Coulé     |
| 10 août 1915    | Aura          | Norvège      | 396     | Coulé     |
| 14 août 1915    | Albis         | Norvège      | 1 381   | Coulé     |
| 17 août 1915    | Mineral       | Norvège      | 649     | Coulé     |
| 19 août 1915    | Bras          | Norvège      | 1 863   | Coulé     |